# Канал Понтуса
Канал Понтуса (фин. Pontuksen kaivanto), канал Юустена (фин. Juustenin kaivanto), в ранних источниках встречается название Ужи-Кайванто (фин. Uusikaivanto — «новый канал») — ландшафтная достопримечательность в Финляндии. Расположен в районе «Мялкия» (фин. Mälkiä) города Лаппеэнранта, частично между железной дорогой и старой автодорогой на Йоутсено («Мууконтие», фин. Muukontie).

## Характеристики
«Канал Понтуса» представляет собой земляную выемку длиной около половины километра и шириной 10—20 м (по данным Музея Южной Карелии, до 25 м в верхней части, у автодороги). Глубина составляет, по данным археологических исследований 2008 года, от 1 до 9 м; по данным Музея Южной Карелии, от 4—5 м в верхней части до 7—8 м в нижней (южной) части, где примерно в 100 м от автодороги русло канала переходит в овраг ледникового происхождения. 

## История

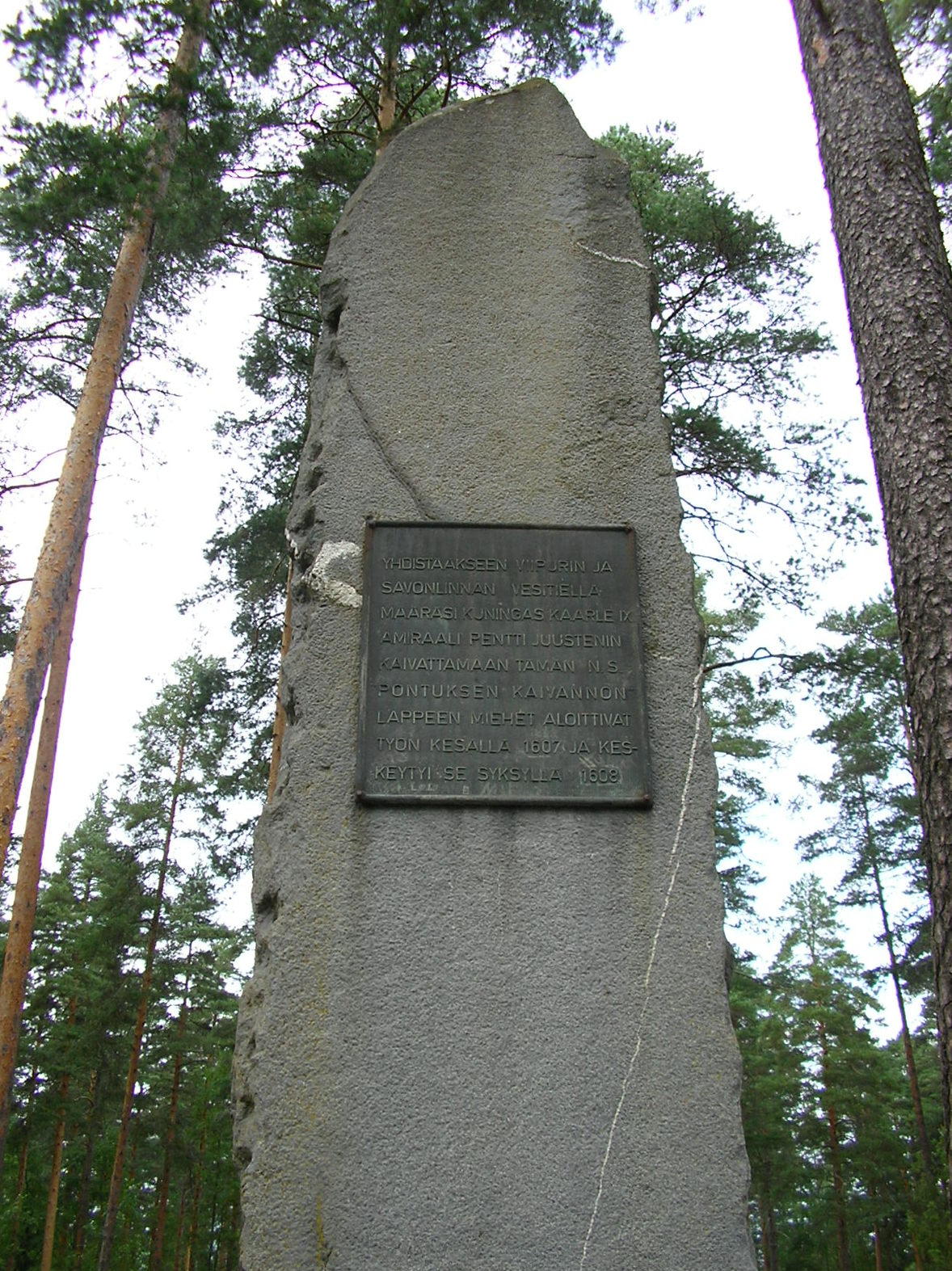
Мемориал канала Понтуса

Выемка является следом одной из попыток построить судоходный канал от озера Сайма до Балтийского моря. Строительные работы, выполнявшиеся под управлением адмирала Юустена по приказу шведского короля Карла IX, начались летом 1607 года и были прерваны осенью 1608 года (по другим данным, работы велись до 1609 года). Недостаток средств и ограниченные технические возможности того времени не позволили создать столь масштабное гидротехническое сооружение: уровень озера Сайма почти на 76 метров выше уровня Балтики, и без сложной системы шлюзов канал превратился бы в порожистую реку с огромной скоростью течения. Кроме того, существовали опасения, что такой канал мог спустить большую часть объёма воды из Сайменской озёрной системы, и последствия для экологии региона были бы катастрофическими.
Достопримечательность по инициативе местных жителей названа в честь шведского полководца Понтуса Делагарди, хотя он не имеет никакого отношения к строительству канала.